# Wybory do Chief Pleas w 2008 roku

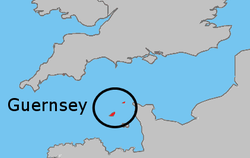
Położenie baliwatu Guernsey, którego to dependencją jest wyspa Sark

10 grudnia 2008 odbyły się pierwsze w historii wyspy Sark demokratyczne wybory do lokalnego parlamentu – Chief Pleas. Wyspa Sark jest ostatnim miejscem w Europie, gdzie do niedawna panowało wiele zasad feudalnych (część z nich nie została jeszcze zniesiona) i gdzie lokalny parlament składał się w większości z dziedzicznych członków. Na skutek presji instytucji europejskich i rządu brytyjskiego doszło 21 lutego 2008 do zatwierdzenia przez Chief Pleas radykalnych zmian konstytucyjnych, zaaprobowanych później przez Tajną Radę.

## Wstęp
Uprawnione do udziału w głosowaniu były 474 osoby. W wyborach obsadzonych miało być 28 miejsc w 30-osobowym parlamencie. Głos można było oddać na wielu kandydatów, nie więcej jednak niż 28, gdyż wówczas głos był nieważny; wyznaczono tylko jeden punkt głosowania (sala snookera w budynku Island Hall). Do wyborów zgłoszono 57 kandydatów, co stanowi 12% osób uprawnionych do głosowania. Proces zgłaszania kandydatur miał miejsce w dniach 14 – 26 listopada, a lista kandydatur została ogłoszona 28 listopada przez seneschala w oficjalnej gazecie wyspy. Głosowanie odbyło się w godzinach 10.00- 18.00. Spodziewana frekwencja miała sięgnąć 80% uprawnionych. 14 spośród wybranych parlamentarzystów kończyć będzie swą kadencję w grudniu 2012, 14 pozostałych w grudniu 2010. Przynależność do danej grupy zdeterminowana będzie na drodze losowania. Kadencja Chief Pleas wynosi 4 lata (poza grupą 14 osób, których kadencja kończy się w 2010 roku).
Bracia Barclay, którzy są właścicielami i samozwańczymi suwerenami wyspy Brecqhou oraz właścicielami ok. 20% nieruchomości na Sarku zapowiedzieli bojkot wyborów (nie dokonali nawet stosownej rejestracji jako wyborcy), ze względu na (m.in.) ich nie w pełni demokratyczny charakter. Jednocześnie stwierdzili, iż może to być krok w dobrym kierunku umożliwiający dalszy rozwój wyspy. Ma to ich zdaniem nastąpić poprzez cofnięcie przez nowy parlament zakazu używania pojazdów mechanicznych na wyspie, zgodę na budowę helipadu, a także poprzez kolejne zmiany prawne i sądownicze. Ludzie zatrudnieni przez nich na wyspie Sark będą uczestniczyć w głosowaniu. Bracia Barclay stworzyli również listę 12 kandydatów, którzy ich zdaniem nie powinni zostać wybrani do Chief Pleas. Listę tych osób ogłoszono w lokalnej gazecie Sark News wydawanej przez Brecqhou Developments, a kontrolowanej przez braci Barclay. Gazeta stworzyła również listę dziewięciu kandydatów rekomendowanych (przez Barclayów).
Tuż przed wyborami (2 grudnia 2008) Cywilny Sąd Apelacyjny w Londynie uznał, iż funkcja seneschala (przewodniczący parlamentu i sędzia wyspy) jest sprzeczna z prawami człowieka w zakresie prawa do sprawiedliwego i wolnego sądu i zasugerował pozostawienie Seneschalowi jedynie funkcji sądowniczych. Prawdopodobnie wymuszać to będzie kolejne reformy na wyspie.
Wybory i przygotowania do nich wywołały powstanie niespotykanych dotąd podziałów w społeczności Sarku. Z drugiej strony wiele osób liczy na wzrost liczby turystów w związku z "szumem medialnym" wokół wyborów. Tuż po wyborach miała miejsce na wyspie huczna zabawa z udziałem niemal całej społeczności, trwała ona do późnych godzin nocnych.
Wyniki wyborów miały być znane 10 grudnia o godz. 22.00 i zostać ogłoszone przez seneschala rano 11 grudnia w Gazette Officiale. Ordynacja wyborcza Sarku zakłada, iż w wypadku, gdy liczba wybranych osób przekroczy 28 (na skutek uzyskania tej samej liczby głosów przez kilku kandydatów), ogłoszone zostaną kolejne (częściowe) wybory. Zdecydować o wejściu do Chief Pleas osób (osoby) wśród kandydatów z tą samą liczbą głosów uzyskanych w wyborach 10 grudnia. Te ewentualne wybory "dogrywkowe" zaplanowano na 7 stycznia 2009, a wyniki miały zostać ogłoszone następnego dnia. Nowo wybrany parlament przejął o północy 8/9 stycznia uprawnienia obecnego zgromadzenia. 9 stycznia o godzinie 10.00 odbyła się przysięga wszystkich nowo wybranych parlamentarzystów przed sądem wyspy. Pierwsze posiedzenie pierwszego demokratycznie wybranego Chief Pleas ("posiedzenie bożonarodzeniowe") rozpoczęło się o godz. 10.00 21 stycznia 2009.

## Wyniki
Liczenie głosów znacznie się przedłużyło i skończyło się około godziny 3.00 nad ranem 11 grudnia; wstępne wyniki podano o godz. 3.23. W związku z różnicą zaledwie pięciu głosów pomiędzy kandydatem który zajął 28 i 29 pozycję (Peterem Cole'em i Philipem Carré), rozpoczęto powtórne przeliczanie głosów o godzinie 10.00. Frekwencję szacuje się wstępnie na niemal 90%. Wybory wygrała zdecydowanie frakcja zachowawcza związana z seniorem wyspy. Tylko dwoje z dziewięciu kandydatów wskazanych przez braci Barclay zostało wybranych. Do parlamentu nie dostał się m.in. ich przedstawiciel na wyspie (dyrektor Sark Estate Management) Kevin Delaney (36 miejsce, 131 głosów). Zasiadać w Chief Pleas będzie natomiast 9 z 12 kandydatów wskazanych przez Sark News jako nieodpowiedni do sprawowania tej funkcji. Przedstawiciele frakcji reformatorskiej przyznali, że ponieśli dotkliwą porażkę i wyrazili głębokie rozczarowanie wynikami wyborów. Wynik wyborów może spowolnić reformy na wyspie oraz zmniejszyć planowane inwestycje Barclayów. W artykule w The Daily Telegraph Sir David Barclay zapowiedział, że rozważa całkowite wycofanie się z Sarku (oraz z inwestycji na wyspie).
W wyborach wzięło udział 412 osób (ponadto dwie karty do głosowania unieważniono), co daje frekwencję – 87%. Ostateczne wyniki wyborów ogłoszono o godzinie 21.25, różnice z wstępnymi wynikami dotyczyły  Stefana Gomolla (wówczas 203, obecnie 200) i Anthony'ego Ventressa (wówczas 200, obecnie 201). Po ostatecznym ustaleniu listy wybranych do parlamentu, odbyło się losowanie, które zdecydowało o długości kadencji poszczególnych osób (2 i 4 lata).
Wyniki wraz z liczbą głosów:
| Pozycja | Kandydat                       | Opinia Sark News | Ilość głosów | Długość kadencji w latach |
| ------- | ------------------------------ | ---------------- | ------------ | ------------------------- |
| 1       | David Thomas Cocksedge         |                  | 336          | 2                         |
| 2       | Rossford John de Carteret      |                  | 318          | 4                         |
| 3       | Helen Mildred Plummer          |                  | 302          | 2                         |
| 4       | David Woods Melling            |                  | 284          | 2                         |
| 5       | Helen Clair Magell             |                  | 282          | 4                         |
| 6       | Christopher Howard Bateson     |                  | 280          | 2                         |
| 7       | Antony Dunks                   |                  | 270          | 4                         |
| 8       | Stephen Laurence Henry         |                  | 266          | 4                         |
| 9       | David Pollard                  |                  | 263          | 4                         |
| 9       | Andrew Charles Prevel          |                  | 263          | 4                         |
| 11      | Elizabeth Mary Dewe            | –                | 253          | 4                         |
| 11      | Sandra Williams                | – –              | 253          | 4                         |
| 13      | Edric Baker                    | – –              | 249          | 2                         |
| 14      | Paul Williams                  | – –              | 242          | 4                         |
| 15      | Diane Baker                    | – –              | 233          | 2                         |
| 16      | Paul Martin Armorgie           | ++               | 230          | 4                         |
| 17      | Andrew James Cook              | – –              | 228          | 4                         |
| 18      | Richard James Dewe             | –                | 227          | 2                         |
| 18      | Charles Noel Donald Maitland   | – –              | 227          | 4                         |
| 20      | Michelle Andrée Perrée         | +                | 224          | 2                         |
| 21      | Christopher Robert Nightingale | +                | 215          | 2                         |
| 22      | Janet Mary Guy                 | – –              | 212          | 2                         |
| 22      | John Edward Hunt               |                  | 212          | 2                         |
| 24      | Anthony Granville Ventress     | – –              | 201          | 2                         |
| 25      | Stefan Bernard Gomoll          | ++               | 200          | 2                         |
| 26      | Ann Atkinson                   | +                | 199          | 4                         |
| 27      | Christine Dorothy Audrain      |                  | 185          | 4                         |
| 28      | Peter John Cole                | – –              | 184          | 2                         |
| 29      | Philip James Carré             | ++               | 179          |                           |
| 30      | Tony Eric le Lievre            |                  | 178          |                           |
| 31      | William George Raymond         | – –              | 169          |                           |
| 32      | Peter Blayney Stisted          | – –              | 169          |                           |
| 33      | Bertha Helen Cole              | – –              | 165          |                           |
| 34      | Simon Peter Elmont             |                  | 147          |                           |
| 35      | Bernard John Southern          | +                | 136          |                           |
| 36      | Kevin Patrick Delaney          | ++               | 131          |                           |
| 37      | Peter Francis Luce Tonks       | +                | 123          |                           |
| 38      | Simon Ashley Couldridge        | ++               | 122          |                           |
| 39      | John Trevor Greer Donnelly     | ++               | 118          |                           |
| 40      | Paul David Mitchell Burgess    | ++               | 117          |                           |
| 41      | Roger Ian Wynne Kemp           | +                | 106          |                           |
| 42      | Colin Francis John Guille      | ++               | 104          |                           |
| 43      | Belinda Doyle                  | +                | 96           |                           |
| 44      | Michael Joseph Doyle           | +                | 93           |                           |
| 45      | Mini McCusker                  | +                | 91           |                           |
| 45      | Natalie Tighe                  | +                | 91           |                           |
| 47      | Fiona Ann Bird                 | +                | 90           |                           |
| 48      | Cheryl Mary Tonks              | +                | 85           |                           |
| 49      | Natalie Alexandra Craik        | +                | 82           |                           |
| 50      | Daniel Walter Robert Parsons   | +                | 75           |                           |
| 51      | David John Bird                | ++               | 74           |                           |
| 52      | Kevin Laws                     | +                | 70           |                           |
| 53      | Kaye Jin Mee Char              | +                | 59           |                           |
| 54      | Jamie Karl John Swanson        | +                | 50           |                           |
| 55      | Leigh Dianne Gibbins           | +                | 45           |                           |
| 56      | Susan Christine Strachey       | +                | 43           |                           |
| 57      | Javie John Dance               |                  | 14           |                           |

## Reakcje
W związku z olbrzymią porażką wspieranych przez siebie kandydatów (w szczególności zaś Kevina Delaneya), bracia Barclay zapowiedzieli członkom nowego parlamentu układ, zgodnie z którym, ich przedstawiciel Kevin Delaney mógłby zasiadać w niektórych komisjach Chief Pleas. Przed upływem wyznaczonego terminu (godz. 5.00 11 grudnia) nie dostali oni jednak żadnej odpowiedzi. W związku z tym zapowiedzieli przez swojego prawnika Gordona Dawesa całkowite wycofanie się z wyspy oraz likwidację wszystkich prowadzonych przez siebie przedsiębiorstw na Sarku. Wiązać się to będzie z utrata ponad 100 miejsc pracy, zwolnienia mają następować stopniowo, aż do początku wiosny 2009 (większość infrastruktury i tak zamykana jest na okres zimowy). Decyzja ta była wielkim zaskoczeniem dla mieszkańców i wiąże się ona z poważnym upadkiem gospodarki wyspy, gdyż większość inwestycji Barclayów jest obecnie niedochodowa (bracia utrzymywali dużą część infrastruktury wyspy licząc na zyski po 10-15 latach). Wiele rodzin z trwogą myśli o trudnej przyszłości i bezrobociu, które od czasu inwestycji Barclayów praktycznie nie istniało, a obecnie może wzrosnąć do ponad 20%. Wiele rodzin w całości zatrudnianych jest przez przedsiębiorstwa milionerów, a na wyspie nie ma systemu pomocy socjalnej (ponadto część osób zatrudnionych przez Barclayów spotyka się z ostracyzmem pozostałych mieszkańców). Pierwsze zwolnienia rozpoczęły się 12 grudnia od redakcji Sark News, dwóch hoteli należących do Barclayów:  Aval du Creux Hotel i Dixcart Bay Hotel oraz kafejki Na wniosek senatora Bena Shentona, States of Jersey (parlament baliwatu Jersey) przegłosował dokument zapowiadający wsparcie finansowe dla mieszkańców Sarku, którzy utracą pracę. Wsparcie zapowiedziały również prywatne osoby z Guernsey.
Bracia Barclay kwestionują ważność wyborów twierdząc, że ich kandydaci przegrali z "kartelem lokalnego establishmentu". W odpowiedzi na to senseschal Sarku Reginald Guille stwierdził, że społeczność wyspy w demokratycznych wyborach pokazała, iż nie da się zastraszyć. W grudniu 2008 i styczniu 2009 znaczna część infrastruktury będącej w posiadaniu braci Barclay została ponownie otwarta.